# Agamede
Agamede, (in greco antico: Ἀγαμήδης?, Agamēdēs) è un personaggio della mitologia greca. Fratello gemello di Trofonio, era uno dei figli di Ergino che a sua volta fu un re dei Mini.

## Il mito
Agamede e il fratello gemello trofonio erano due celebri architetti.

### L'origine del detto
Secondo la maggior parte delle fonti, i due gemelli avevano messo una soglia di pietra sopra le fondamenta poste dal dio Apollo per la costruzione del famoso tempio di Delfi. Per quest'opera, venne considerato come un eroe, e la Grecia gl’innalzò dei monumenti.
Una volta terminato il tempio, i due fratelli richiesero la loro ricompensa ad Apollo, che questi gli commise di attendere sette giorni e attraverso l'oracolo disse ai due di vivere nel modo più allegro, abbandonandosi a qualunque piacere per sette giorni. Alla fine del settimo giorno, ciò che avevano desiderato con tutto il cuore sarebbe stato esaudito.
Giunto l'ottavo giorno, entrambi furono trovati privi di vita nei loro letti.
Da questo episodio nacque il detto: 
"Muor giovane colui che al cielo è caro".

### La versione di Pausania
Secondo Pausania, invece, i due architetti avevano un animo sordido. Dopo aver costruito per il re Irieo la camera del tesoro realizzarono un passaggio segreto che permettesse loro di accedere all'edificio. Un po' alla volta portarono via da lì parte del tesoro, finché un giorno il re, che si era accorto dei furti, preparò una trappola per acciuffare i responsabili. Agamede rimase avvinto in un laccio nel bosco di Levadia; Trofonio, conscio che se il fratello fosse stato scoperto il re avrebbe imprigionato anche lui, estrasse allora la spada e con essa tagliò la testa ad Agamede, portandosela via; in tal modo nella stanza sarebbe rimasto solo un corpo senza testa cui nessuno avrebbe potuto dare un'identità. Trofonio poté così uscire indenne dalla reggia; ma gli dei vollero punire il manigoldo facendo spalancare una voragine sotto i suoi piedi, che lo inghiottì.
In quel luogo fu istituito un famoso oracolo e tutti quelli che lo consultavano invocavano anche Agamede.

## Riferimenti storici
In tempi lontani, di cui rimane traccia nella mitologia, i greci erano soliti offrire in sacrificio delle persone, anche giovani, per la costruzione dei sacri templi. Si presume quindi che in una versione più antica del mito i due fratelli fossero stati scelti come sacrificio per il tempio di Apollo.
All'ombra di Agamede viene offerto un sacrificio per consultare l'oracolo di Trofonio.